# Венгери
Венгери — река на острове Сахалин. Длина реки — 48 км. Площадь водосборного бассейна — 312 км².
Начинается на северном склоне горы Водораздельной, входящей в состав Набильского хребта. Течёт в общем восточном направлении через елово-берёзовый и пихтово-берёзовый лес, в низовьях и верховьях — по гористой местности. Впадает в Охотское море между горами Голыш и Гребень. Ширина реки около устья составляет 23 метра, глубина — 0,8 метра.
Притоки: Прозрачный, Водоходный, Светлый, Восточный, Тундровый, Шипучий, Колесо, Барачный (левые); Приморский, Кривой, Прямой, Озёрный, Серый, Правый (правые).
Протекает по территории Ногликского городского округа Сахалинской области.

## Данные водного реестра
По данным государственного водного реестра России относится к Амурскому бассейновому округу.
Код объекта в государственном водном реестре — 20050000212118300002429.